# ひるポチッ!
『ひるポチッ!』は、2011年7月4日から2025年3月28日まで群馬テレビで放送されていた情報番組である。

## 概要
『ひる生情報II』の終了から2年3か月ぶりにスタートした群馬テレビ昼の情報番組。番組は毎回テーマを定め、それに沿った内容のFAXとメールを投稿するよう視聴者に呼びかけている。
番組スタート3日前まで放送されていた朝の情報番組『モーニングジャスト』と同様に出演者は同局の女性アナウンサーのみとなっていたが、2024年頃から男性アナウンサーも時々出演するようになった。また、県内の赤ちゃん誕生情報と視聴者が投稿した赤ちゃんの写真を紹介する「赤ちゃん誕生」のコーナーがあるが、これも『モーニングジャスト』からの引き継ぎとなっている。
2025年現在もテーマを決めて視聴者から画像や話題などを募集している。
2021年3月3日より、東京メトロポリタンテレビジョン（TOKYO MX）が提供する無料の動画配信サービス「エムキャス」でも配信されている。

## 放送時間
いずれも日本標準時。祝日には放送なし。
- 月曜 - 金曜 11:30 - 12:30 （2011年7月4日 - 2013年3月29日）
- 月曜 - 金曜 11:35 - 12:30 （2013年4月1日 - 2014年4月4日） - ミニ番組『ポチッとくん体操』の放送開始によって5分縮小。
- 月曜 - 金曜 11:30 - 12:20 （2014年4月7日 - 2023年9月29日） - 『ポチッとくん体操』が番組直後の時間帯へ移動。
- 月曜 - 金曜 12:00 - 12:25 （2023年10月2日 - ）

## 出演者
- 小嶋里奈[3]
- 矢田優季[4]
- 能登瑶子[5]
- 飯野詩帆[6]
- 小此木佑香[7]
- 三上彩奈[8]

## 過去の出演者
- 淵上詩乃[9]
- 高橋理恵[10]
- 三隅有里子[11]
- 吉江まりも[12]
- 斉藤尚子
- 福田友理子